# Heinz Warnken
Heinz Warnken (28 dicembre 1912 – 1943) è stato un calciatore tedesco, di ruolo centrocampista.